# William Gamborg
William Gamborg (* 2001) ist ein norwegischer Sänger und Tänzer.

## Leben
Gamborg stammt aus Oppegård. Bereits in seiner Jugend trat er wiederholt als Tänzer bei Fernsehshows wie MGP jr. und God morgen Norge auf. Im Alter von 12 Jahren nahm er 2014 an der bei TV 2 ausgestrahlten Castingshow Norske Talenter teil. Dort erreichte er mit seinen Tanzaufführungen das Halbfinale. Später wirkte er als Tänzer unter anderem bei Auftritten von norwegischen Musikern wie Alan Walker und Karpe mit. Nach seiner Schulzeit besuchte er das Lillehammer Institute of Music Production and Industries (LIMPI).
Mit Sørenga gab Gamborg im Sommer 2021 seine Debütsingle heraus. Im Jahr 2022 zog er mit dem Lied Holder igjen, das in Zusammenarbeit mit Makosir entstanden war, erstmals in die norwegischen Singlecharts ein. Im November 2023 folgte in Zusammenarbeit mit Morgan Sulele der Nummer-eins-Hit Oppmerksomhet.

## Diskografie

### Singles
| Jahr | Titel Album                           | Höchstplatzierung, Gesamtwochen, AuszeichnungChartsChartplatzierungen (Jahr, Titel, Album, Platzierungen, Wochen, Auszeichnungen, Anmerkungen) | Anmerkungen                                               |
| Jahr | Titel Album                           | NO | Anmerkungen                                               |
| ---- | ------------------------------------- | --- | --------------------------------------------------------- |
| 2022 | Holder igjen –                        | NO20 Gold · (3 Wo.)NO | Erstveröffentlichung: 20. Mai 2022 mit Makosir            |
| 2022 | Oppmerksomhet –                       | NO1 Platin · (10 Wo.)NO | Erstveröffentlichung: 11. November 2022 mit Morgan Sulele |
| 2023 | Glem meg, men jeg glemmer deg aldri – | NO18 Gold · (4 Wo.)NO | Erstveröffentlichung: 2. Juni 2023                        |

Weitere Lieder
- 2021: Sørenga
- 2022: Nam
- 2022: Farvel (mit Hkeem und Boua)
- 2022: Ingen er som deg
- 2023: Arrogant
- 2023: Colombian Night (mit Skinny Days)
- 2023: Hva skjer
- 2023: No Sense (mit Makosir und Bargee)
- 2023: Hvis